# Латифундия
Латифу́ндия — землевладение, занимающее большую площадь. В Древнем Риме латифундиями (лат. lātus «просторный» + fundus «ферма, недвижимость») назывались обширные поместья, специализировавшиеся на экспортных областях сельского хозяйства: выращивании зерновых, производстве оливкового масла и виноделии. Они были характерны для Великой Греции, Сицилии, Египта, Северной Африки и провинции Бетика в Испании. Древнеримские латифундии были наиболее близки к современному индустриальному сельскому хозяйству, их экономика зависела от труда рабов и колонов.
Сегодня собственно латифундии можно найти только в Латинской Америке. Однако под это определение также подпадают асьенды и фазенды в Испании, Португалии, а также в колониальных и постколониальных Боливии, Бразилии, Мексике, Венесуэле, Уругвае, Кубе, Чили и Аргентине. Латифундии возникли с помощью колониальных законов, разрешающих принудительную вербовку рабочей силы и выделение земли для военных. В постколониальные времена окончание господства латифундий путём осуществления аграрной реформы стало популярной целью ряда правительств в регионе.

## Латифундии в Древнем Риме
Мелкие землевладельцы, разоряемые войнами, запутывались в долгах и давали возможность богатым помещикам расширять свои владения. В V в. до н. э. были попытки улучшить положение мелкопоместного крестьянства, но дело не шло вперёд вследствие сильного противодействия богатых. В 367 году до н. э., согласно законам Лициния — Секстия, было запрещено занимать более 500 югеров (125 га) казённой земли и употреблять для полевых работ более положенного числа рабов. Этот закон не остановил, однако, скопления земель в одних руках.
Конкуренция привозных товаров и рабского труда обесценили труд мелкопоместных фермеров и мелких промышленников. Во II веке до н. э. латифундии были повсеместным явлением в Италии и провинциях. Столкновение с карфагенянами способствовало развитию богатыми плантаторами сельского хозяйства. Насколько усвоена была римскими землевладельцами пуническая система хозяйства, господствовавшая на Сицилии, показывает тот факт, что по предложению римского правительства был переведён (в конце III в. до н. э.) на латинский язык трактат Магона, обучавший земледелию на карфагенский лад. Непрерывный ряд аграрных законов, направленных к отнятию у богачей их хозяйственной монополии, не приводил к цели.
Среди борцов против этой гибельной для римского государства системы мы встречаем Сципиона Эмилиана, Гракхов, Ливия Друза и многих других; но без латифундий не могла существовать аристократическая республика. По словам Плиния Старшего, они погубили Италию, да и не её одну: «L. perdidere Italiam, iam vero et provincias». Система крупного хозяйствования с преобладанием труда рабов продержалась до конца Западной Римской империи, хотя её господство постепенно умерялось распространением колоната.